# Установки дегідрогенізації бутану в Тобольську
Установки дегідрогенізації бутану в Тобольську – частина майданчику нафтохімічного спрямування у західносибірському місті Тобольськ.
Враховуючи стрімкий розвиток нафтовидобутку у Західному Сибіру та, відповідно, появу великого ресурсу попутнього нафтового газу, у першій половині 1980-х почали будівництво установки фракціонування газів в Тобольську. Серед її продуктів є бутани, що стали сировиною для двох установок дегідрогенізації. 
Першим в 1987-му запустили виробництво бутадієну, який потрібен для продукування найбільш поширених синтетичних каучуків. Зазначений діолефін отримували на установці одностадійної дегідрогенізації н-бутану за технологією Catadiene, розробленою на основі процесу Хоудрі (каталітичний крекінг вуглеводнів). Можливо відзначити, що завдяки отриманню великих кількостей бутадієну як попутньої продукції парового крекінгу (основний продукт – базові олефіни), до кінця 1980-х майже всі установки з його випуску шляхом дегідрогенізації були закриті або законсервовані, включаючи російські виробництва за двостадійною технологією. В той же час, дві одностадійні установки продовжують діяти в Тобольську та Нижньокамську (так само Росія, Татарстан). При цьому проектна потужність тобольської первісно становила 180 тисяч тонн на рік, проте в подальшому власник цього комплексу компанія Сибур довела показник до 197 тисяч тонн (2010 рік) та 207 тисяч тонн (2012-й). У червні 2018-го установка випустила 5-мільйонну тонну бутадієна.
В 1997-му в Тобольську запустили ще одну установку дегідрогенізації, яка споживала ізобутан та виробляла ізобутилен в обсязі 80 тисяч тонн на рік. Останній спрямовували на виробництво метилтретинного бутилового етеру (МТВЕ), котрий використовується як високооктанова присадка для автомобільного пального. Первісно потужність тобольського майданчику по МТВЕ складала 100 тисяч тонн на рік, а в 2011-му її довели до 150 тисяч тонн.
Можливо також відзначити, що з 2013 року в Тобольську діє виробництво пропілену шляхом дегідрогенізації пропану, а до кінця 2010-х тут же збираються запустити потужну установку парового крекінгу.